# Beep Media Player
Beep Media Player —  свободный медиаплеер с открытым исходным кодом для UNIX-подобных операционных систем.

## Описание
BMP был основан на другом медиаплеере XMMS, ведущим разработчиком которого являлся Милош «DeadChip» Дережински. Прародитель проигрывателя базировался на популярной в то время библиотеке GTK1, но на определённом моменте разработки стало понятно, что библиотека явно устарела, поэтому было принято решение переключиться на GTK2, для того, чтобы дойти до максимальных пределов и даже обойти по функциональным возможностям XMMS, а также Winamp — широко известному проигрывателю пользователями Microsoft Windows.
Графический интерфейс Beep Media Player очень схож с Winamp 2.x, поэтому он был очень знаком «заочно» многим, особенно пользователям Windows, соответственно им не требовалось большого количества времени, чтобы его освоить. Ко всему прочему, проигрыватель поддерживает скины от Winamp и XMMS, а также некоторые модули, оснащен широкополосным эквалайзером, списками воспроизведения, бегущей строкой и прочими функциональными возможностями, которые присущи многим медиаплеерам.